# Alexander Pinter

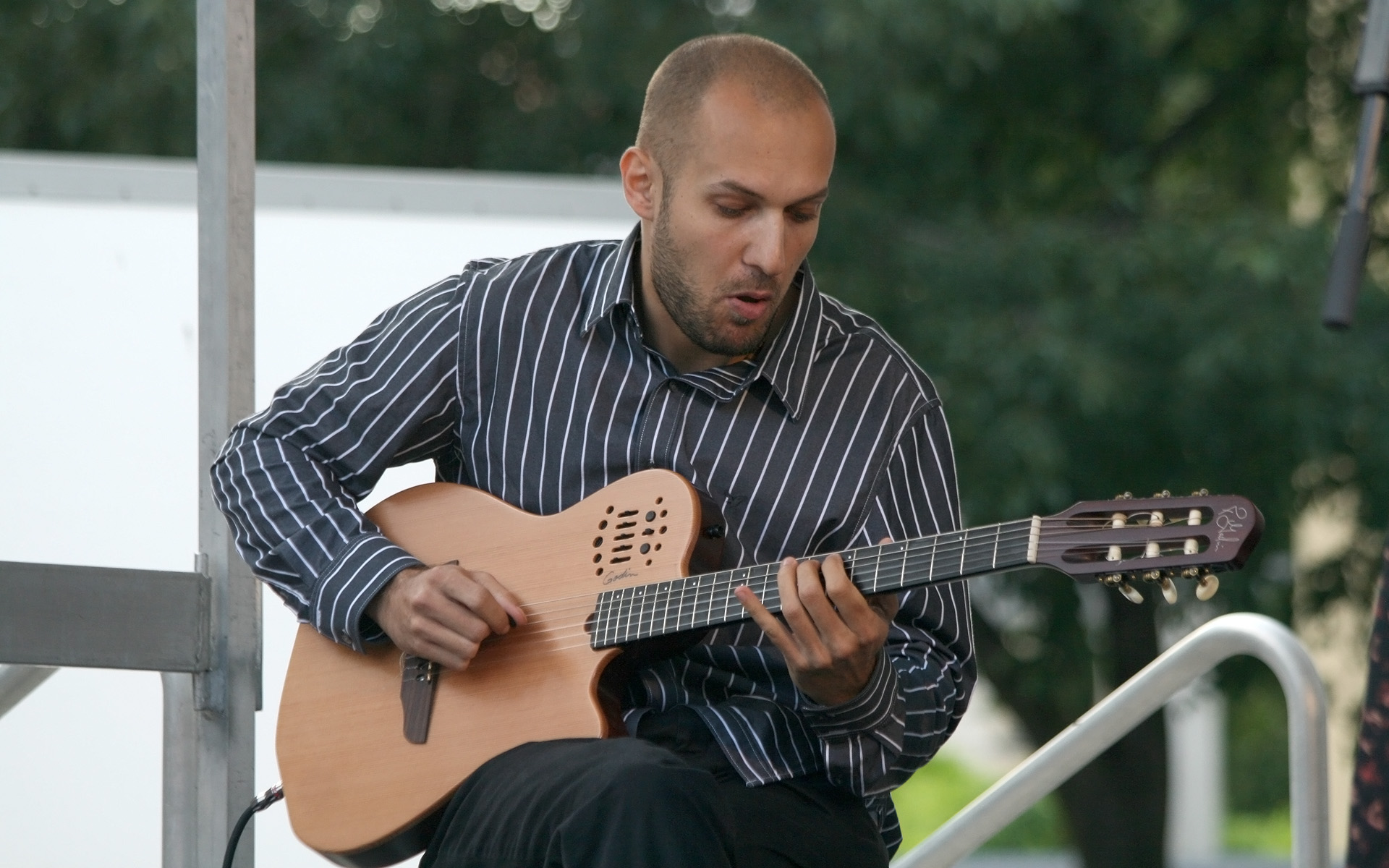
Alex Pinter (2011)

Alexander Pinter, auch Alex Pinter, (* 29. Juli 1979 in Graz) ist ein österreichischer Musiker und Politiker der Grünen. Ab dem 17. Dezember 2019 war er Abgeordneter zum Landtag Steiermark.

## Leben

### Ausbildung und Beruf
Alexander Pinter studierte nach der Matura an den Universitäten Wien und Graz Biologie, das Studium schloss er 2006 als Magister ab. Am Franz Schubert Konservatorium sowie am Vienna Music Institute studierte er Gitarre, diese Ausbildung schloss er 2008 mit Diplom ab. Anschließend studierte er bis 2010 am Berklee College of Music in Boston Gitarre und Komposition. Außerdem legte er die Meisterprüfung als Forstwirt ab. Pinter ist Lehrer für Gitarre und Ensemble und Mountainbike-Trainer tätig und arbeitet im familieneigenen Forstbetrieb mit.
Als Gitarrist und Komponist trat er unter anderem mit Katika sowie mit dem Jazz-Trio Birds against Hurricanes gemeinsam mit Christian Bakanic und Viola Hammer in Erscheinung, mit dem er 2019 das Album fluegge veröffentlichte.
Vom Aufsichtsrat der Holzcluster Steiermark GmbH wurde er als Nachfolger von Christian Tippelreither zum Geschäftsführer ab Jänner 2024 bestellt.

### Politik
Bei den Grünen war er Bezirksrat und Bezirksvorsteher-Stellvertreter in der Bezirksvertretung in Graz-Geidorf, ab 2017 war er Mitglied im Bezirksleitungsteam. Bei der Landtagswahl 2019 kandidierte er auf dem sechsten Listenplatz der Landesliste. Am 17. Dezember 2019 wurde er zu Beginn der XVIII. Gesetzgebungsperiode als Abgeordneter zum Landtag Steiermark angelobt, wo er im Grünen Landtagsklub als Sprecher für Landwirtschaft, Kultur und Sport fungiert.
2020 wurde er Obmann-Stellvertreter der Grünen Bäuerinnen und Bauern in der Steiermark, Obmann wurde Andreas Lackner.
Am 5. Juli 2022 wurde Andreas Lackner als Abgeordneter zum Landtag Steiermark angelobt, als Nachrücker für Alexander Pinter, der sein Mandat aus familiären Gründen zurückgelegt hatte.